# 마이 미씽 발렌타인
《마이 미씽 발렌타인》(중국어: 消失的情人節, 병음: Xiāoshī de qíngrén jié)은 2020년 공개된 타이완의 로맨틱 코미디 영화이다. 첸위슌이 감독을 맡았으며 류관팅, 이패유, 주군달 등이 주연으로 출연하였다. 2020년 9월 18일 타이완에서 처음 개봉하였다.

## 출연
- 류관팅 - 타이 역
- 이패유 - 양샤오치 역
- 주군달 - 류웬선 역
- 헤이자자 - 예페이웬 역
- 임미조 - 양샤오치 어머니 역
- 황련욱 - 양샤오치 아버지 역
- 왕자강 - 우체국장 역